# Afro Samurai: Resurrection
Pour plus de détails, voir Fiche technique et Distribution.
Afro Samurai: Resurrection (アフロサムライ レザレクション) est un téléfilm américano-japonais réalisé par Fuminori Kizaki, sorti en 2009.

## Synopsis
Lorsque la dépouille de son père est volée de sa tombe, Afro est forcé de reprendre son épée pour assouvir une vengeance impitoyable contre une armée d’ennemis mortels dirigés par Sio, une belle séductrice sadique, qui est à la tête d'un complot visant à anéantir Afro Samurai.

## Fiche technique
- Titre : Afro Samurai: Resurrection
- Titre original : アフロサムライ レザレクション
- Réalisation : Fuminori Kizaki
- Scénario : Eric S. Calderon, Leo Chu, Joshua Hale Fialkov, Eric Garcia, Yasuyuki Muto et Takashi Okazaki
- Musique : RZA
- Société de production : Fuji Television Network, G. D. H., Gonzo et Spike TV
- Pays :  États-Unis et  Japon
- Genre : Animation, action, aventure, drame et science-fiction
- Durée : 97 minutes
- Première diffusion : 
  -  États-Unis : 25 janvier 2009 (Spike TV)[1]

## Doublage
- Samuel L. Jackson (VF : Thierry Desroses) : Afro Samurai / Ninja Ninja
- Lucy Liu : Sio
- Mark Hamill : Bin / le maître du magasin d'Oden
- Grey Griffin : Tomoe / Ogin
- Liam O'Brien : Shichogoro
- Zachary Gordon : Kotaro
- Yuri Lowenthal (VF : Bruno Magne) : Jinno
- Greg Eagles : Rokutaro
- Phil LaMarr : Afro Samurai adolescent
- Kevin Michael Richardson : le forgeron / Takimoto
- RZA : DJ
- Ariel Winter : Sio jeune